# Tillandsia tristis
Espèce
Classification phylogénétique
Tillandsia tristis Mez est une espèce de plantes à fleurs de la famille des Bromeliaceae endémique de Colombie.
L'épithète tristis signifie « d'aspect terne » et se rapporte au coloris brunâtre des bractées de l'inflorescence.

## Protologue et Type nomenclatural
Tillandsia tristis Mez in C.DC., Monogr. Phan. 9: 762, n° 116 (1896)
Diagnose originale :
« inflorescentia basi tri-, medium versus bipinnatim panniculata[sic] ; spicis lateralibus saltem flores ad 20 optime secunde solum versus spectantes gerentibus ; bracteolis florigeris sepala bene superantibus ; floribus suberectis ; sepalis liberis, valde asymmetricis. »
Type : « Columbia, loco ignoto : Triana » ; Herb. Mus. Brit.
Taxon initialement décrit à partir d'une inflorescence isolée conservée en herbier.

## Synonymie
(aucune)

## Écologie et habitat
- Biotype : plante vivace herbacée.
- Habitat : ?
- Altitude : ?

## Distribution
- Amérique du sud :
  -  Colombie[1]